# Ephippiochthonius metohicus
Espèce
Synonymes
- Chthonius metohicus Ćurčić, 2011

Ephippiochthonius metohicus est une espèce de pseudoscorpions de la famille des Chthoniidae.

## Distribution
Cette espèce est endémique du Kosovo. Elle se rencontre vers Burimi.

## Description
Le mâle holotype mesure 1,41 mm et la femelle paratype 1,86 mm.

## Publication originale
- Ćurčić, Rađa, Dimitrijević, Makarov, Milinčić & Pecelj, 2011 : Two new pseudoscorpions from the un administered province of Kosovo and Croatia. Archives of Biological Sciences, vol. 63, no 1, p. 235-244.